# Paul Kruse
Paul Kruse (né le 15 mars 1970 à Merritt dans la province de Colombie-Britannique au Canada) est un joueur professionnel canadien de hockey sur glace. Il évoluait au poste d'ailier gauche.

## Biographie
Après avoir évolué pour les Blazers de Kamloops dans la LHOu, les Flames de Calgary le repêchent en 83e position lors du quatrième tour du repêchage d'entrée dans la LNH 1990. Après son repêchage, il rejoint les rangs professionnels en 1990-1991 et joue la quasi-totalité de la saison pour les Golden Eagles de Salt Lake, équipe affiliée aux Flames dans la LIH, et joue son premier match dans la LNH avec les Flames lors du dernier match de la saison.
Après deux autres saisons à jouer entre les Flames et les Golden Eagles, il devient un joueur régulier avec les Flames à partir de la saison 1993-1994. En novembre 1996, les Flames l'échangent aux Islanders de New York contre un choix de troisième tour au repêchage de 1997 qui s'avère être Francis Lessard. En mars 1998, il rejoint les Sabres de Buffalo en étant échangé avec Jason Holland contre Jason Dawe. 
En septembre 2000, il s'entend comme agent libre avec les Sharks de San José mais ne joue qu'un seul match avec l'équipe de la LNH, jouant quasiment toute la saison dans la LIH avec les Wolves de Chicago. 
L'année suivante, il part au Royaume-Uni et joue deux saisons pour les Sheffield Steelers et les Belfast Giants. Il joue sa dernière saison professionnelle en Autriche en 2003-2004 avec le EHC Black Wings Linz.

## Statistiques
| Saison     | Équipe                     | Ligue      |     | Saison régulière | Saison régulière | Saison régulière | Saison régulière | Saison régulière |   | Séries éliminatoires | Séries éliminatoires | Séries éliminatoires | Séries éliminatoires | Séries éliminatoires |
| Saison     | Équipe                     | Ligue      | PJ  | B                | A                | Pts              | Pun              | PJ               | B | A                    | Pts                  | Pun                  |                      |                      |
| 1987-1988  | Warriors de Moose Jaw      | LHOu       | 1   | 0                | 0                | 0                | 0                | -                | - | -                    | -                    | -                    |                      |                      |
| 1988-1989  | Blazers de Kamloops        | LHOu       | 68  | 8                | 15               | 23               | 209              | 16               | 0 | 0                    | 0                    | 35                   |                      |                      |
| 1989-1990  | Blazers de Kamloops        | LHOu       | 67  | 22               | 23               | 45               | 291              | 17               | 3 | 5                    | 8                    | 79                   |                      |                      |
| 1990-1991  | Golden Eagles de Salt Lake | LIH        | 83  | 24               | 20               | 44               | 313              | 4                | 1 | 1                    | 2                    | 4                    |                      |                      |
| 1990-1991  | Flames de Calgary          | LNH        | 1   | 0                | 0                | 0                | 7                | -                | - | -                    | -                    | -                    |                      |                      |
| 1991-1992  | Golden Eagles de Salt Lake | LIH        | 57  | 14               | 15               | 29               | 267              | 5                | 1 | 2                    | 3                    | 19                   |                      |                      |
| 1991-1992  | Flames de Calgary          | LNH        | 16  | 3                | 1                | 4                | 65               | -                | - | -                    | -                    | -                    |                      |                      |
| 1992-1993  | Golden Eagles de Salt Lake | LIH        | 35  | 1                | 4                | 5                | 206              | -                | - | -                    | -                    | -                    |                      |                      |
| 1992-1993  | Flames de Calgary          | LNH        | 27  | 2                | 3                | 5                | 41               | -                | - | -                    | -                    | -                    |                      |                      |
| 1993-1994  | Flames de Calgary          | LNH        | 68  | 3                | 8                | 11               | 185              | 7                | 0 | 0                    | 0                    | 14                   |                      |                      |
| 1994-1995  | Flames de Calgary          | LNH        | 45  | 11               | 5                | 16               | 141              | 7                | 4 | 2                    | 6                    | 10                   |                      |                      |
| 1995-1996  | Flames de Calgary          | LNH        | 75  | 3                | 12               | 15               | 145              | 3                | 0 | 0                    | 0                    | 4                    |                      |                      |
| 1996-1997  | Flames de Calgary          | LNH        | 14  | 2                | 0                | 2                | 30               | -                | - | -                    | -                    | -                    |                      |                      |
| 1996-1997  | Islanders de New York      | LNH        | 48  | 4                | 2                | 6                | 111              | -                | - | -                    | -                    | -                    |                      |                      |
| 1997-1998  | Islanders de New York      | LNH        | 62  | 6                | 1                | 7                | 138              | -                | - | -                    | -                    | -                    |                      |                      |
| 1997-1998  | Sabres de Buffalo          | LNH        | 12  | 1                | 1                | 2                | 49               | 1                | 1 | 0                    | 1                    | 4                    |                      |                      |
| 1998-1999  | Sabres de Buffalo          | LNH        | 43  | 3                | 0                | 3                | 114              | 10               | 0 | 0                    | 0                    | 4                    |                      |                      |
| 1999-2000  | Sabres de Buffalo          | LNH        | 11  | 0                | 0                | 0                | 43               | -                | - | -                    | -                    | -                    |                      |                      |
| 1999-2000  | Grizzlies de l'Utah        | LIH        | 44  | 10               | 13               | 23               | 71               | 5                | 0 | 3                    | 3                    | 28                   |                      |                      |
| 2000-2001  | Wolves de Chicago          | LIH        | 71  | 8                | 12               | 20               | 180              | 16               | 2 | 3                    | 5                    | 22                   |                      |                      |
| 2000-2001  | Sharks de San José         | LNH        | 1   | 0                | 0                | 0                | 5                | -                | - | -                    | -                    | -                    |                      |                      |
| 2001-2002  | Sheffield Steelers         | BISL       | 44  | 12               | 16               | 28               | 152              | 8                | 2 | 2                    | 4                    | 20                   |                      |                      |
| 2002-2003  | Belfast Giants             | BISL       | 25  | 5                | 13               | 18               | 92               | 18               | 3 | 9                    | 12                   | 53                   |                      |                      |
| 2003-2004  | EHC Black Wings Linz       | EBEL       | 16  | 4                | 3                | 7                | 64               | 3                | 0 | 0                    | 0                    | 2                    |                      |                      |
| Totaux LNH | Totaux LNH                 | Totaux LNH | 423 | 38               | 33               | 71               | 1 074            | 28               | 5 | 2                    | 7                    | 36                   |                      |                      |